# Vârciorog (gmina)
Vârciorog – gmina w Rumunii, w okręgu Bihor. Obejmuje miejscowości Fâșca, Surducel, Șerghiș i Vârciorog. W 2011 roku liczyła 2304 mieszkańców.